# Dendronephthya decussatospinosa
Dendronephthya decussatospinosa är en korallart som beskrevs av Huzio Utinomi 1952. Dendronephthya decussatospinosa ingår i släktet Dendronephthya och familjen Nephtheidae. Inga underarter finns listade i Catalogue of Life.